# العلاقات البنمية الكمبودية
العلاقات البنمية الكمبودية هي العلاقات الثنائية التي تجمع بين بنما وكمبوديا.

## مقارنة بين البلدين
هذه مقارنة عامة ومرجعية للدولتين:
| وجه المقارنة                                              | بنما                      | كمبوديا                   |
| --------------------------------------------------------- | ------------------------- | ------------------------- |
| المساحة (كم2)                                             | 74.18 ألف                 | 181.03 ألف                |
| عدد السكان (نسمة)                                         | 4.10 مليون                | 16.01 مليون               |
| الكثافة السكانية (ن./كم²)                                 | 55.27                     | 88.44                     |
| العاصمة                                                   | بنما                      | بنوم بنه                  |
| اللغة الرسمية                                             | اللغة الإسبانية           | اللغة الخميرية            |
| العملة                                                    | بالبوا بنمي، دولار أمريكي | ريال كمبودي، دولار أمريكي |
| الناتج المحلي الإجمالي (بليون دولار)                      | 61.84 مليار               | 22.16 مليار               |
| الناتج المحلي الإجمالي (تعادل القوة الشرائية) بليون دولار | 87.37 مليار               | 54.37 مليار               |
| الناتج المحلي الإجمالي الاسمي للفرد دولار أمريكي          | 13.27 ألف                 | 1.16 ألف                  |
| الناتج المحلي الإجمالي للفرد دولار أمريكي                 | 20.89 ألف                 | 3.26 ألف                  |
| مؤشر التنمية البشرية                                      | 0.780                     | 0.555                     |
| رمز المكالمات الدولي                                      | +507                      | +855                      |
| رمز الإنترنت                                              | .pa                       | .kh                       |
| المنطقة الزمنية                                           | 00                        | ت ع م+07:00               |

## منظمات دولية مشتركة
يشترك البلدان في عضوية مجموعة من المنظمات الدولية، منها:
| علم المنظمة | اسم المنظمة                               | تاريخ انضمام بنما | تاريخ انضمام كمبوديا |
| ----------- | ----------------------------------------- | ----------------- | -------------------- |
|             | يونسكو                                    | 10 يناير 1950     | 3 يوليو 1951         |
|             | الفريق المعني برصد الأرض                  | ?                 | ?                    |
|             | مؤسسة التمويل الدولية                     | 20 يوليو 1956     | 26 مارس 1997         |
|             | المركز الدولي لتسوية المنازعات الاستشارية | 8 مايو 1996       | 19 يناير 2005        |
|             | منظمة حظر الأسلحة الكيميائية              | ?                 | ?                    |
|             | مؤسسة التنمية الدولية                     | 1 سبتمبر 1961     | 22 يوليو 1970        |
|             | منظمة التجارة العالمية                    | ?                 | ?                    |
|             | وكالة ضمان الاستثمار متعدد الأطراف        | 21 فبراير 1997    | 1 ديسمبر 1999        |
|             | الاتحاد البريدي العالمي                   | ?                 | ?                    |
|             | منظمة الشرطة الجنائية الدولية             | ?                 | ?                    |
|             | الأمم المتحدة                             | 13 نوفمبر 1945    | 14 ديسمبر 1955       |
|             | الاتحاد الدولي للاتصالات                  | 14 يوليو 1914     | 10 أبريل 1952        |
|             | البنك الدولي للإنشاء والتعمير             | 14 مارس 1946      | 22 يوليو 1970        |

## وصلات خارجية
- موقع وزارة الخارجية البنمية
- موقع وزارة الخارجية الكمبودية